# Östlicher Klammerkopf
Der Östliche Klammerkopf ist ein 3153 m ü. A. hoher Berggipfel der Schobergruppe in Kärnten. Er ist der zweithöchste der insgesamt sieben Klammerköpfe.

## Lage
Der Östliche Klammerkopf liegt im südöstlichen Zentrum der Schobergruppe an der Grenze zwischen den Gemeinden Heiligenblut am Großglockner im Norden und Großkirchheim im Süden. Die Landesgrenze zu Osttirol liegt nur knapp 400 Meter südwestlich. Der Östliche Klammerkopf befindet sich zwischen dem Hohen Klammerkopf (3155 m ü. A.) im Südwesten und dem Westlichen Niederen Klammerkopf (3125 m ü. A.) im Nordosten. Im Norden des Östlichen Klammerkopfs liegt entlang der Nordseite der Klammerköpfe bis zum Großen Hornkopf das Gößnitzkees, südwestlich befand sich früher westlich des Grats bis zum Keeskopf das Klammerkees. Nächstgelegene alpine Stützpunkte sind die am Gradensee liegende Adolf-Noßberger-Hütte im Südosten, die Lienzer Hütte im Südwesten und die Elberfelder Hütte im Norden.

## Aufstiegsmöglichkeiten
Der Normalweg auf den wenig begangenen Östlichen Klammerkopf führt zunächst markiert von der Adolf-Noßberger-Hütte nach Südwesten in Richtung der Niederen Gradenscharte. In einer Höhe von rund 2900 Metern quert man in der Folge den Ostrücken des Keeskopfs zum ehemaligen Klammerkees und steigt danach in einer Kerbe zwischen dem Hohen und dem Östlichen Klammerkopf hoch. Der Schlussanstieg ist nach kurzer Kletterei aus der Scharte absolviert. Von der nördlich gelegenen Elberfelder Hütte bestehen mehrere Anstiegsvarianten über das Gößnitzkees. Zwischen dem Hohen und dem Östlichen Klammerkopf sowie zwischen dem Östlichen Klammerkopf und dem Westlichen Niederen Klammerkopf besteht je eine Eisrinne, die für den Aufstieg genutzt werden kann. Zudem kann der Östliche Klammerkopf über seine Nordwestrippe erreicht werden.